# Svartetjärnet (Bäcke socken, Dalsland, 652679-129113)
Svartetjärnet är en sjö i Bengtsfors kommun i Dalsland och ingår i Göta älvs huvudavrinningsområde.